# De slangengodin (Jommeke)
De slangengodin (oorspronkelijke titel: De slangegodin) is de titel van het 169ste stripverhaal van Jommeke. De reeks wordt getekend door striptekenaar Jef Nys. Scenarist is Jan Ruysbergh.

## Verhaal
Op een dag gaan Jommeke, Filiberke, Annemieke en Rozemieke auto's wassen om wat geld bij te verdienen. Van een nogal vreemde vrouw, die praat met een sisklank, mogen ze echter niet de wagen wassen waarop een afbeelding van een slang op het kofferdeksel staat. Later wanneer Teofiel naar zijn werk gaat, hoort hij over een bankoverval. Intussen is Filiberke met het verdiende geld, walkie-talkies gaan kopen. Toevallig ziet hij weer de mysterieuze wagen met de afbeelding van een slang naast de straat staan. Hij merkt dat de achterdeur niet gesloten is en snuffelt er in. In de wagen ontdekt Filiberke een paar juwelen en een echte slang. Als de vreemde vrouw terug is bij haar wagen, ziet ze Filiberke en ontvoert hem.
Na enige tijd vinden Jommeke en zijn vrienden de vluchtauto terug. Daar vinden ze aanwijzingen dat Filiberke mogelijk naar het Amazonewoud moet gebracht zijn door de vreemde vrouw. Jommeke, Gobelijn, Annemieke en Rozemieke reizen ook richting Zuid-Amerika op zoektocht. Uiteindelijk vinden ze de vreemde dame: ze is een slangengodin. Op een gegeven moment worden Jommeke en zijn vrienden ontdekt en opgesloten. De slangengodin blijkt een dievegge te zijn die zich verrijkt door het overvallen van banken, en het verkopen van gestolen documenten. Gelukkig kunnen Jommeke en zijn vrienden, met de hulp van apen en papegaaien, ontsnappen. Ze nemen ook het gouden afgodsbeeld mee. De vreemde dame ziet alles gebeuren en probeert zich te verdedigen door haar slangen als aanvallers in te zetten. Doch ze wordt zelf gebeten.
Tot slot kunnen ze de slangengodin overmeesteren en opsluiten. Later keren de vrienden terug naar huis.

## Achtergronden bij het verhaal
- Oorspronkelijk was de titel van dit stripalbum De slangegodin, later is dit veranderd naar De slangengodin.